# Eddie Izzard

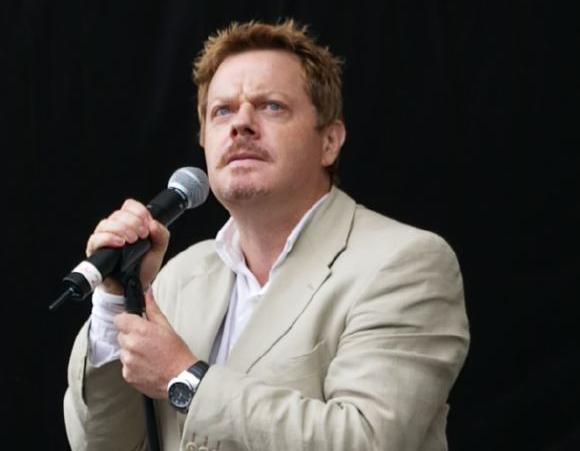
Izzard in 2005

Suzy Eddie Izzard (geboren als Edward John Izzard in Aden (Jemen), 7 februari 1962) is een Britse stand-upcomedian en acteur. Ze werd vooral bekend door stand-up-optredens, optredens als acteur op televisie, in theater en in films, en vanwege liefdadigheidswerk. Ze verscheen ook in televisieprogramma's als Have I Got News for You, Whose Line Is It Anyway? en de pilotaflevering van QI. In 2000 won ze twee Emmy Awards met de show Dress to Kill, een voor het schrijven en een voor het individuele optreden.
Izzard voelde zich volgens eigen zeggen reeds op vierjarige leeftijd niet uitsluitend mannelijk, maar transgender, zonder dat ze daar toen nog de woorden voor had. In het midden van de jaren 1980 beleefde ze haar coming-out als travestiet, en in de jaren daarna voelde ze zich afwisselend meer man of meer vrouw. In 2020 liet ze weten voortaan het liefst te worden aangeduid met vrouwelijke voornaamwoorden en in 2023 voegde ze de voornaam Suzy toe aan haar naam.

## Komische stijl
Izzards stijl is beïnvloed door Monty Python, vooral de manier waarop tijdens optredens van het ene op het andere onderwerp over wordt gegaan. Vanwege dyslexie gebruikt ze zelden een script. Net zoals bij Monty Python onderbreekt ze zichzelf vaak met nieuwe grappen of ideeën, en personages veranderen in andere personages. Zo kan een analyse van de menselijke geschiedenis in een voorstelling zonder moeite overgaan naar gedachten over huishoudelijke apparaten.
In de tournee Stripped (2008), begon Izzard (de Engelstalige) Wikipedia te gebruiken als deel van het optreden. Met gebruik van een iPhone las ze voor uit artikelen, met grappen over de manier waarop Wikipedia met zichzelf omgaat. Daarbij werden onder meer de artikelen over haring, lepel, kabuki, opera en Hồ Chí Minh gebruikt.
Hoewel Izzard met humor vaak gevoelige onderwerpen bespreekt, vooral religie, is het meestal niet gemeen of beledigend. Ze praat veel over zichzelf en de eigen persoonlijkheid, bijvoorbeeld over haar travestie ("het is mijn doel om een jurk te dragen in alle zeven continenten").

## Ontvangst
Op 18 maart 2007 stond Izzard op nummer 3 van de lijst van 100 Greatest Comedians van het Britse televisiekanaal Channel 4. In een poll in 2005 om de Comedian's Comedian te vinden werd zij door collega's gekozen in de top 20 van beste comedy-acts. Op de lijst met 100 beste stand-ups ooit van Comedy Central stond Izzard op nummer 75.
Tijdens de televisiespecial It's... the Monty Python Story, gepresenteerd door Izzard, noemde John Cleese haar de "Verloren Python"; later trad ze met de groep op, in de rol van de overleden Graham Chapman.
In 2008 ontving Izzard van de "Literary and Historical Society" de James Joyce Award.

## Marathons en prijzen
Op 27 juli 2009 begon Izzard met een zeven weken durende marathon door het Verenigd Koninkrijk om geld in te zamelen voor Sport Relief. Ze liep in 51 dagen 43 marathons door Engeland, Wales, Noord-Ierland en Schotland en droeg daarbij de vlag van het betreffende land. Ze had voor deze prestatie slechts twee weken getraind en vele (medische) specialisten raadden deze onderneming dan ook ten zeerste af. Ondanks een paar tegenslagen zoals vermoeidheid en een verstuikte enkel, finishte ze op 15 september 2009 met haar beste tijd (5 uur en 30 seconden). Izzard won een speciale prijs als BBC Sports Personality of the Year 2009 voor deze prestatie. Ook zond de BBC een documentaire uit over de marathonprestatie, Eddie Iz Running. Ze trainde vervolgens voor een Ironman (triatlon), teneinde de opgebouwde conditie nog te gebruiken bij een andere prestatie.
Voor de Sport Relief-editie van 2016 liep Izzard 27 marathons in 27 dagen. Op de laatste dag moesten twee marathons gelopen worden, omdat ze op de vijfde dag wegens vermoeidheid een rustdag had moeten nemen.

## Persoonlijk

### Jurken
Izzard identificeerde zich voor het eerst publiekelijk als travestiet in 1992 op het Edinburgh Festival. Volgens haar memoires (Believe Me – A Memoir of Love, Death and Jazz Chickens, 2017) kleedde ze zich voor het eerst in 'vrouwenkleding' op 23-jarige leeftijd. In het verleden heeft Izzard zichzelf beschreven als "een lesbienne, gevangen in een mannenlichaam". In de show Unrepeatable zei Izzard: "Vrouwen dragen wat ze willen, en dat doe ik ook". Voor Izzard is de kleding geen fetisj en niet seksueel, maar is het gewoon prettig om kleren te dragen die in de westerse wereld worden gezien als typisch vrouwelijk. Ze zei hierover in 2014: "Ik noem het geen 'drag' en zelfs geen 'travestie'. Het is gewoon 'een jurk dragen'. Het is geen 'kunstje'. Het gaat om een expressie van mezelf."

### Vrouwelijk voornaamwoord
Izzard liet in december 2020 weten aangeduid te willen worden met de Engelse voornaamwoorden 'she' en 'her' (zij/haar), en zichzelf te zien als genderfluïde. In januari 2021 zei Izzard in een interview: "als ze me zij en haar noemen vind ik dat geweldig – of hij en hem, daar zit ik niet mee. Ik geef er de voorkeur aan Eddie genoemd te worden, daarmee is alles afgedekt".

### Nieuwe naam
Op 7 maart 2023 gaf Izzard aan voortaan de naam Suzy Eddie Izzard te gebruiken, de naam die ze naar eigen zeggen al vanaf tienjarige leeftijd wilde gebruiken. Izzard gaf daarbij expliciet aan dat het anderen vrij zou staan om te kiezen welke naam ze zouden gebruiken; geen van beide zou fout zijn, aldus Izzard.

## Filmografie
Filmtitel (jaar) – rol
- Six Minutes to Midnight (2020) – Thomas Miller, spion
- Victoria and Abdul (2017) – Bertie, Prince of Wales
- The Lego Batman Movie (2017) – Voldemort (stem)
- Boychoir (2014) – Drake
- Treasure Island (2012) – John Silver – Kok
- Cars 2 (2011) – Sir Miles Axlerod (stem)
- Believe: The Eddie Izzard Story (2009) – Zichzelf
- The Other Side (2009) – Dean Bellamy
- Every Day (2009) – Garrett
- Rage (2009) – Tiny Diamonds
- Igor (2008) – Dr. Schadenfreude (stem)
- Valkyrie (2008) – Erich Fellgiebel
- The Chronicles of Narnia: Prince Caspian (2008) – Reepicheep (stem)
- Across the Universe (2007) – Mr. Kite
- Ocean's Thirteen (2007) – Roman Nagel
- The Wild (2006) – Nigel (stem)
- My Super Ex-Girlfriend (2006) – Professor Bedlam
- The Aristocrats (2005) – Zichzelf
- Ocean's Twelve (2004) – Roman Nagel
- Romance & Cigarettes (2004) – Gene Vincent
- Blueberry (2004) – Prosit
- Five Children and It (2004) – It (stem)
- Alien Invasion (2003) – Brik
- Revengers Tragedy (2002) – Lussurioso
- All the Queen's Men (2001) – Tony Parker
- The Cat's Meow (2001) – Charlie Chaplin
- Circus (2000) – Troy
- Shadow of the Vampire (2000) – Gustav von Wangenheim
- The Criminal (1999) – Peter Hume
- Mystery Men (1999) – Tony P
- The Avengers (1998) – Bailey
- Velvet Goldmine (1998) – Jerry Devine
- The Secret Agent (1996) – Vladimir
- The Oncoming Storm (1995) – Luthor Keeton

### Televisieseries
Titel (jaar) – rol
- The Dark Crystal: Age of Resistance (2019, Netflix) – Cadia (stem)
- The Lost Symbol (2021) – Peter Solomon
- Stay Close (2021, Netflix) – Harry Sutton

## Boek
- Believe Me – A Memoir of Love, Death and Jazz Chickens (2017, memoires, ISBN 978-0718181727[17])